# همدان (یمن)
 همدان  (به عربی: هَمَدان)، روستایی است در عزلهٔ (بنی عبدالله)، در ناحیهٔ (العدین)، قضاء عزلهٔ (حیص العلیا)، از توابع استان تَعِز در کشور یمن در شبه جزیره عربستان است. 
جمعیت آن ۱۲۲ نفر (۸ خانوار) می‌باشد.